# Simon Birch
Simon Birch è un film del 1998 diretto da Mark Steven Johnson, basato sul romanzo Preghiera per un amico di John Irving. 

## Trama
Nel 1952 Simon Birch viene al mondo affetto da nanismo. Il giorno della sua nascita i medici non gli danno nessuna speranza di sopravvivenza, ma Simon cresce e durante la sua infanzia si convince che Dio abbia grandi progetti per lui. La sua passione è il baseball e il suo migliore amico è Joe con cui trascorre la maggior parte del suo tempo. Joe è figlio di una ragazza madre di buona famiglia, Rebecca, e non ha mai saputo chi fosse suo padre.
Nell’estate del 1964, i due amici stanno giocando a baseball, quando la palla lanciata da Simon colpisce Rebecca alla testa e la uccide sul colpo. L’evento è un terribile trauma per tutti, e Joe, rimasto orfano, sente l’esigenza di trovare suo padre. Sarà l’inizio di un lungo e sofferto percorso che porterà i due amici a capire il vero valore della vita e del loro rapporto.